# La Haute-Yamaska
A Regionalidade Municipal do Condado de La Haute-Yamaska está situada na região de Montérégie na província canadense de Quebec. Com uma área de mais de setecentos quilómetros quadrados, tem, segundo o censo de 2004, uma população de cerca de oitenta mil pessoas sendo comandada pela cidade de Granby. Ela é composta por 8 municipalidades: 2 cidades, 2 municípios, 2 cantões, 1 freguesia e 1 aldeia.

## Municipalidades

### Cidades
- Granby
- Waterloo

### Municípios
- Roxton Pond
- Saint-Alphonse-de-Granby

### Cantões
- Sainte-Cécile-de-Milton
- Shefford

### Freguesia
- Saint-Joachim-de-Shefford

### Aldeia
- Warden